# Estela maia

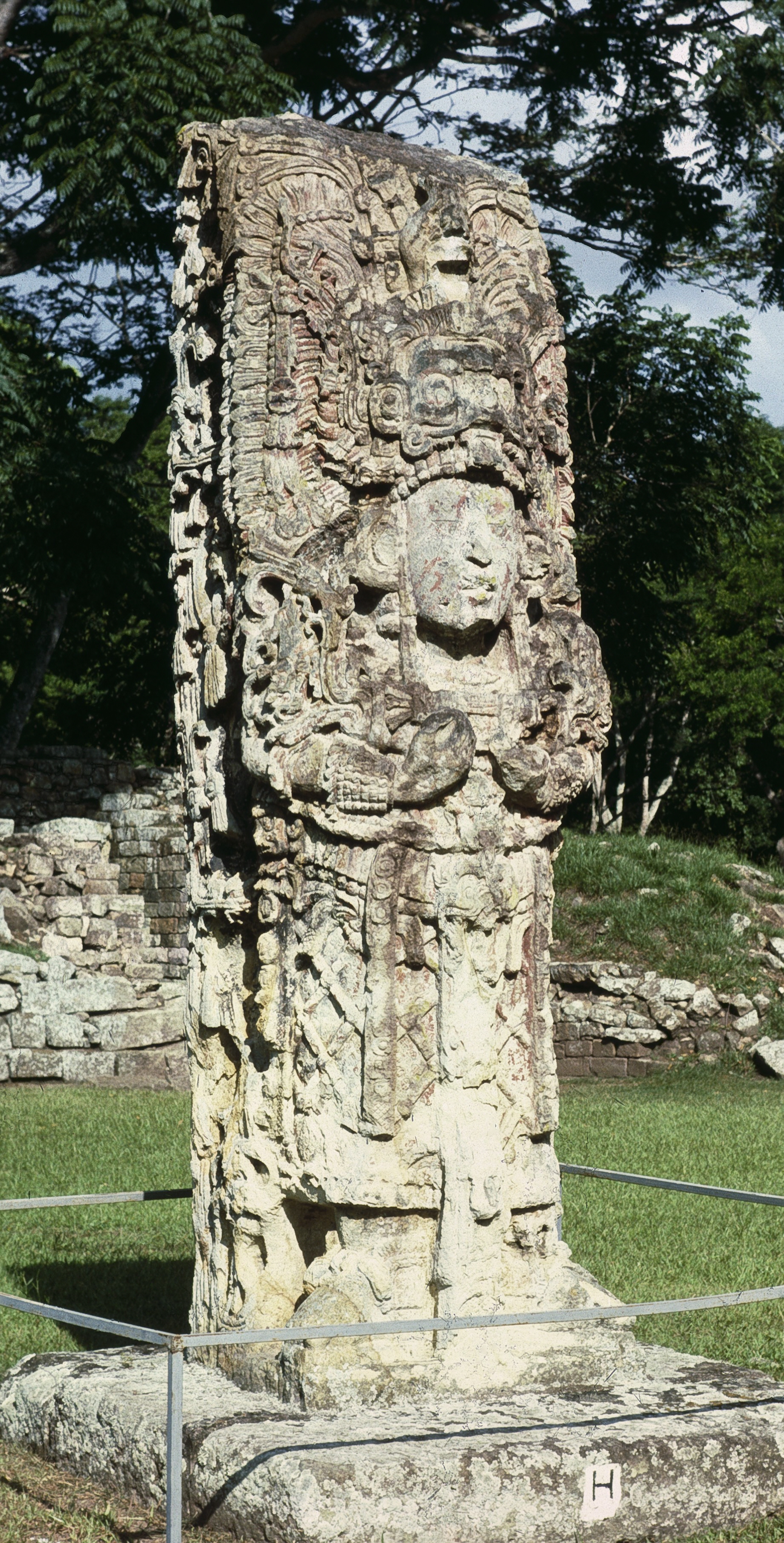
El estela H de Copán a Hondures.

Una estela maia és una classe de monument de la cultura maia de la Mesoamèrica antiga. Consistia d'una pedra alta tallada i freqüentment s'associaven amb pedres baixes de forma circular que ara anomenen altars. L'elaboració d'aquests monuments es va difondre per tota la regió maia durant el període clàssic (250 – 900 dC), i es considera que aquests parells d'estela amb altar són un segell característic de la civilització maia d'aquest període.[2] La tradició escultural que va engendrar l'estela va emergir d'una forma ja completament desenvolupada i és probable que tingués antecedents tallats de fusta.[3] L'estela més antiga que ha estat trobada en el seu lloc original a les terres baixes maies, va ser excavada a la gran ciutat de Tikal a Guatemala. Durant el període clàssic gairebé cada regne maia a les terres baixes del sud erigia esteles al seu centre cerimonial.
L'estela va arribar a ser associada molt estretament amb el concepte del rei diví i la fabricació d'aquests monuments va disminuir juntament amb el declivi d'aquesta institució. La producció d'esteles pels maies va tenir el seu origen al voltant del 400 aC i seguia al llarg del període clàssic, fins a aproximadament el 900 dC, encara que alguns monuments es reutilitzaven durant el període postclàssic. La ciutat important de Calakmul a Mèxic va erigir la major quantitat d'esteles de qualsevol ciutat maia coneguda, amb un total d'almenys 166, encara que tenen un estat molt dolent de conservació.[6]
Les esteles maies mostren una àmplia variació estilística. Moltes esteles són lloses verticals de pedra calcària esculpides en un o tots dos dels seus costats. Les esteles d'alguns llocs mostren una aparença més tridimensional en regions on la pedra local ho permet, tals com Copán i Toniná.

## Funció
La funció de l'estela maia ocupava un lloc central en la ideologia de la monarquia maia des dels principis del període clàssic fins al final del període clàssic terminal.[7] Els textos amb glifs en les esteles del setge de Pedres Negres del període clàssic tenien un paper clau en el desxiframent de l'escriptura maia, amb les esteles agrupades al voltant de set estructures diferents i cada grup aparentment documentant la vida d'un individual, amb la commemoració de dates importants, tals com a naixements, matrimonis i victòries militars. L'epigrafista Tatiana Proskouriakoff va reconèixer que aquestes esteles van documentar les vides de governants i els seus entorns i no detalls de sacerdots i déus com prèviament s'hi havia teoritzat.

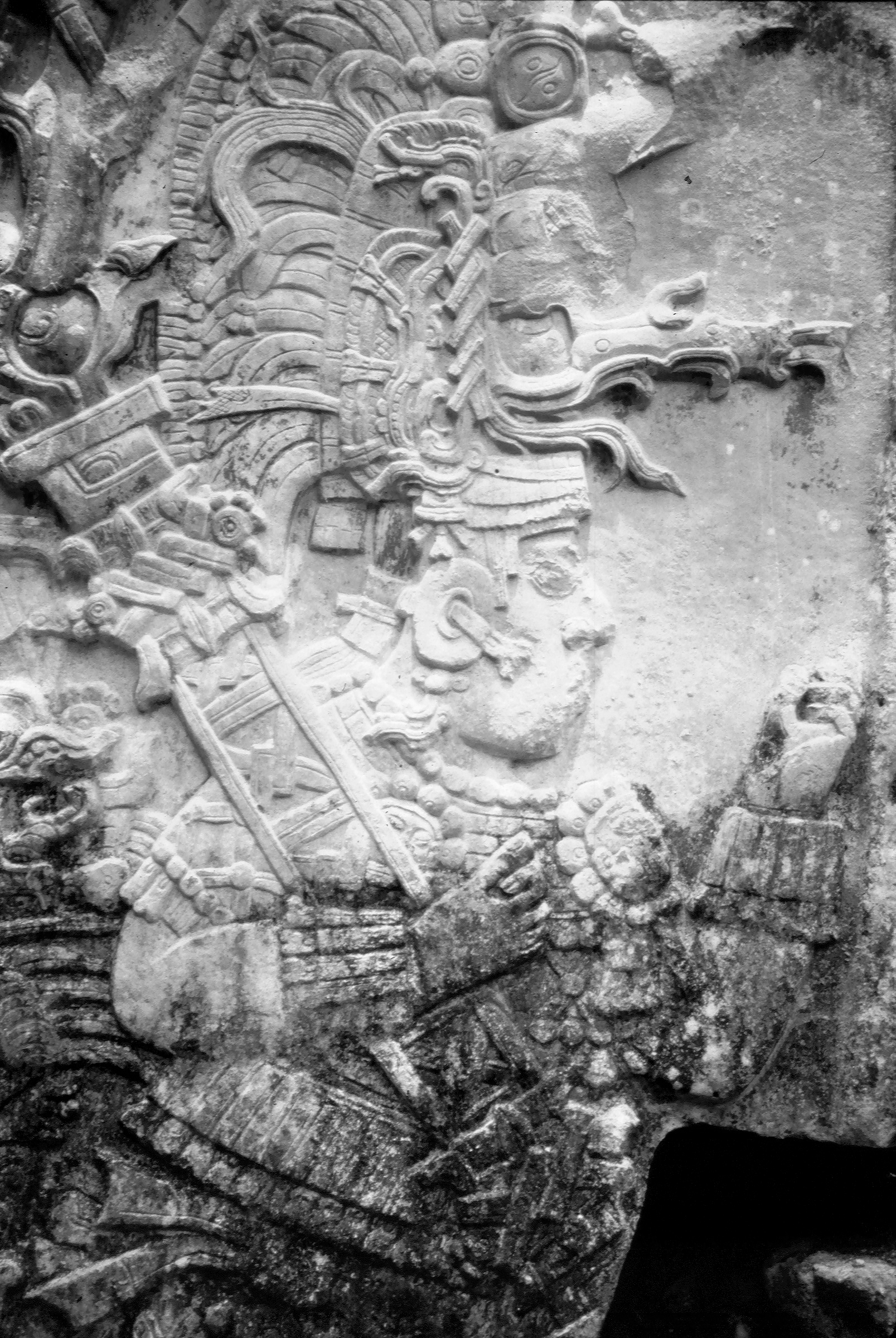
Detall d'una estela d'Aguateca, posteriorment reutilitzada en Dues Piles

L'epigrafista David Stuart, primer va suggerir que els maies veien les seves esteles com et tun, o arbres de pedra, encara que més tard va canviar la seva interpretació a lakamtun, que significa "estendard de pedra",{harvnp|Miller|1999|pp=78, 80}} de lakam que significa "estendard" en una varietat d'idiomes maies, i tun que significa "pedra".[9] Aquest pot significar que les esteles eren una versió dels estendards verticals que abans ocupaven llocs prominents als centres de les ciutats maies, com es veu en grafits antics maies.[9] El nom dels maies moderns lacandons és probablement una corrupció colonial de la mateixa paraula.[10]}
En molts casos van col·locar les esteles maies per impressionar a la gent, formant línies o altres arranjaments dins del centre cerimonial de la ciutat. Ciutats maies amb una llarga història d'escultura de pedra que s'estenia cap al període clàssic d'hora preferien associar les seves esteles amb un altar circular que tal vegada representava el tronc d'un arbre talat que possiblement utilitzaven en sacrificis humans, ja que molta iconografia de sacrifici apareix en aquests monuments. Una interpretació diferent d'aquests "altars" és que en realitat eren trons que els governants usaven durant esdeveniments cerimonials.[12] Els arqueòlegs creuen que també servien de pedestals rituals per encensers, focs cerimonials i altres ofrenes.
El propòsit central d'una estela era glorificar el rei. Moltes esteles representaven solament al rei de la ciutat,i descriuen els seus fets amb escriptura glífica. Tot i que l'individu representat no és el mateix rei, el text o l'escena normalment relaciona al subjecte amb el rei. L'estela ensenyava la riquesa, prestigi i ascendència del rei, declarava obertament el seu poder i importància davant la comunitat, li retratava manejant els símbols del poder militar i diví. Van erigir les esteles per commemorar successos importants, especialment el final d'un k'atun, un cicle de vint anys del calendari maia, o per observar una cambra o la meitat d'un k'atun.[15] L'estela no solament marcava un període, encarnava físicament aquest període. Els textos jeroglífics en les esteles narren com unes cerimònies caléndricas que requerien que el rei executés balls rituals i sacrificis de sang. En Tikal construïen els complexos de piràmides bessones per celebrar les finalitats de k'atun i representaven físicament la cosmovisió maia. Aquests complexos tenien piràmides en els extrems oest i aquest que representaven el naixement i la mort del sol. En el costat sud hi havia un edifici amb nou portes que representava el inframón. Un recinte emmurallat se situava en el costat nord, estava obert al cel i representava la regió celestial. Dins d'aquest recinte celestial col·locaven una complexa estela-altar, ja que l'altar era un tron apropiat per a un rei diví. La ciutat de Calakmul erigia esteles bessones que portaven imatges del rei i la seva esposa, un costum poc usual dins de l'àrea maia.
La iconografia de les esteles es mantenia més o menys estable durant el període clàssic, ja que l'eficàcia del missatge polític-religiós del monument depenia de la interpretació fàcil del seu simbolisme. No obstant això, de vegades un canvi del clima sociopolític produïa un canvi de la iconografia.[19] Les esteles eren la forma perfecta per a la propaganda pública perquè, a diferència de l'escultura arquitectural anterior, les individualitzaven per a un rei específic, les podien col·locar en espais públics i eren portàtils i les podien recol·locar en una ubicació nova. Una característica important de les esteles era que podien sobreviure fases diferents de construcció arquitectural, a diferència de l'escultura arquitectural mateixa. Les esteles tenien la capacitat de representar a un governant identificable portant béns d'elit, juntament amb escriptura jeroglífica, realitzant activitats en servei del regne. Van arribar a ser una de les maneres més efectives de comunicar propaganda pública a les terres baixes maies. Al segle set en Copán, el rei Chan Imix K'awiil va erigir una sèrie de set esteles que van demarcar el límit del terreny més fèrtil de la vall de Copán, una àrea d'entre 25 quilòmetres quadrats i 30 quilòmetres quadrats .Webster, 2002, pàg. 164–165 No solament van demarcar el límit, també van delimitar la geometria sagrada de la ciutat i referien a llocs importants dels déus al centre cerimonial de Copán.

### Significat ritual
Els maies investien les esteles amb santedat i creien que posseïen una essència divina semblant a una ànima que gairebé les feia éssers vius. A algunes esteles els van donar noms propis en els textos jeroglífics i consideraven que eren participants en els ritus que realitzaven en la seva proximitat.[24] En el període clàssic aquests ritus van incloure el ritu k'altun de lligar, en què embolicaven l'estela en tires de tela i les lligaven. El ritu k'altun era íntimament relacionat amb la cerimònia caléndrica de finalització de k'atun.[26] Un crani de pècarí dipositat com a ofrena funerària en Copán porta un ritu k'altun inscrit en ell, mostrant una escena amb dos nobles flanquejant una complexs estela-altar on l'estela està lligada amb una tela. El fet d'embolicar o lligar un objecte sagrat era de summa importància en tota Mesoamèrica, i així ho testifiquen entre els maies fins avui en dia. El significat precís del fet no es queda molt clar, pot ser que és per protegir l'objecte lligat o per contenir la seva essència sagrada. Pot ser que l'acte de lligar les esteles està relacionat amb el costum modern dels maies k'iche's d'embolicar pedres petites endevinatòries en un embalum.
No consideraven que l'estela fos un retrat neutral, consideraven que el subjecte era amo de l'estela, sense importar si aquell subjecte era una persona o un déu. L'estela 3 de El Zapote a Guatemala és un monument petit que data del període clàssic primerenc, el frontal de l'estela porta un retrat del déu de la pluja Yaxhal Chaak, "Chaak d'Aigua Clara". El text jeroglífic de l'estela relata com van dedicar la pròpia deïtat Yaxhal Chaak, no solament la seva imatge en el monument. Aquest implica que l'estela era l'encarnació de la divinitat i aquest també era el cas amb les esteles que portaven retrats reals, que eren l'encarnació sobrenatural del governant que representaven.[29] L'estela, junta amb el seu altar, era la representació perpètua en pedra de la cerimònia real.[30] David Stuart ha dit que les esteles "no simplement commemoren els fets passats i les cerimònies reals sinó que serveixen per perpetuar el fet ritual cap a l'eternitat". Les esteles que portaven retrats reals eren extensions de la persona real i eren una afirmació poderosa de l'autoritat politicoreligiosa.[31] Les esteles que porten imatges de diverses persones, per exemple de diversos nobles realitzant una cerimònia o d'un rei amb els seus captius de guerra, probablement eren excepcions d'aquesta idea de l'estela com a encarnació sagrada del subjecte.
Quan un nou rei succeïa, de vegades enterrava respectuosament les esteles anteriors i les substituïa amb esteles noves, o de vegades feia fallida les esteles anteriors.[32] Quan una ciutat maia sofria una conquesta per una ciutat rival, la ciutat victoriosa la saquejava. Un dels senyals arqueològics més clars de tal conquesta és la destrucció de les esteles de la ciutat derrotada; els vencedors feien fallida les esteles i les llençaven. Al voltant de 150 dC, al final del període preclàssic, aquesta sort va tocar a la ciutat important del Mirador, on la majoria de les esteles que els arqueòlegs van descobrir havien fet fallida.[34]

## Fabricació

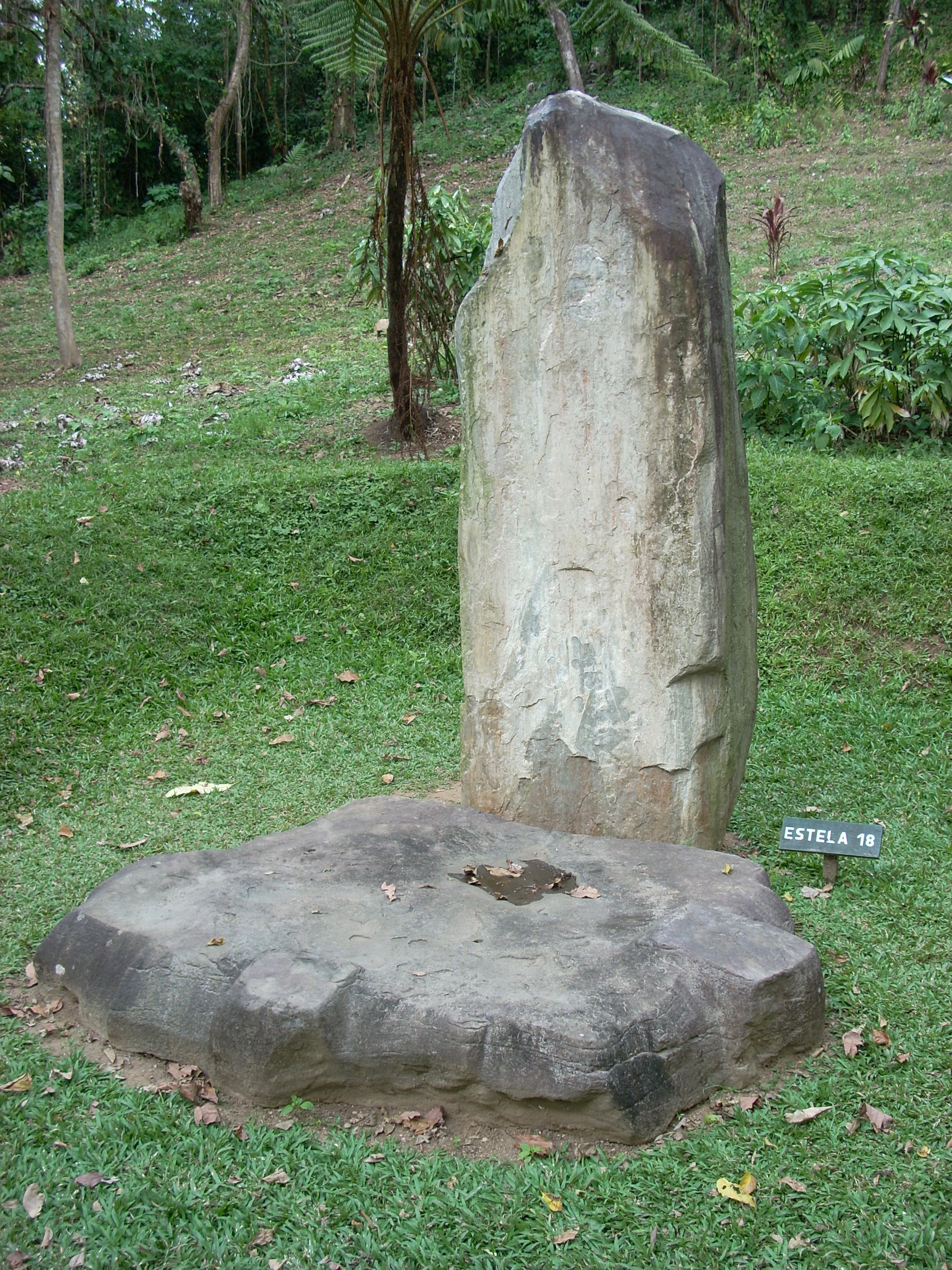
Un complex típic estela-altar de Takalik Abaj, els dos monuments són llisos

De vegades artesans reals tenien el càrrec d'esculpir les esteles; en uns casos els escultors eren fills del rei.[35] En altres casos és molt probable que van obligar a artesans captius de ciutats derrotades a fer esteles per als vencedors, això queda evidenciat per l'estil escultural d'una ciutat que apareix en els monuments del seu conqueridor poc després de la seva derrota. Sembla que va ocórrer en el cas de Pedres Negres on van esculpir l'estela 12, que representa a captius de la guerra en submissió al rei victoriós, en l'estil de Pomoná, la ciutat derrotada. Els arqueòlegs creuen que també va ocórrer en el cas de Quiriguá després de la seva victòria inesperada sobre el seu patró, Copán.
| Nom de lloc   | Ubicació              | Monument      | Imatge                 | Altura                  | Llarg      | Ample      |
| ------------- | --------------------- | ------------- | ---------------------- | ----------------------- | ---------- | ---------- |
| Itzimté       | Villahermosa, Mèxic   | Estela 6      | 1,32 m                 | 0,82 m                  | desconegut |            |
| Ixkún         | Petén, Guatemala      | Estela 1      |                        | 4,13 metres (13,5 peus) | 2 m        | 0,39 m     |
| Ixkún         | Petén, Guatemala      | Estela 5      | 2,65 metres (8,7 peus) | 1,00 m                  | 0,26 m     |            |
| Kaminaljuyú   | Guatemala, Guatemala  | Estela 11     | 1,98 m                 | 0,68 m                  | 0,18 m     |            |
| Machaquilá    | Petén, Guatemala      | Estela 2      |                        | m                       | 1,2 m      | desconegut |
| Nakbé         | Petén, Guatemala      | Estela 1      | 1,63 m                 | 1,55 m                  | 0,25 m     |            |
| Pedres Negres | Petén, Guatemala      | Estela 12[43] |                        | 3 m                     | 1 m        | 0,42 m     |
| Quiriguá      | Izabal, Guatemala     | Estela        |                        | 10,6 metres (34,8 peus) | desconegut | desconegut |
| Takalik Abaj  | Retalhuleu, Guatemala | Estela 2      |                        | 2,2 m                   | 1,43 m     | desconegut |
| Takalik Abaj  | Retalhuleu, Guatemala | Estela 5[46]  |                        | 2,11 m                  | 1,22 m     | 0,6 m      |
| Tikal         | Petén, Guatemala      | Estela 9      |                        | 2,1 m                   | desconegut | desconegut |
| Tikal         | Petén, Guatemala      | Estela 29[48] | 1,33 metres (4,4 peus) | desconegut              | desconegut |            |
| Toniná        | Chiapas, Mèxic        | Monument 101  | 1,04 m                 | 0,31 m                  | 0,2 m      |            |